# Light Stars FC
Light Stars Football Club w skrócie Light Stars FC – seszelski klub piłkarski, mający siedzibę w Grand’ Anse, grający w pierwszej lidze seszelskiej.

## Sukcesy
- Puchar Seszeli[1]:
  - zwycięstwo (1): 2015.

- Puchar Ligi Seszelskiej[1]:
  - zwycięstwo (1): 2018.

## Występy w afrykańskich pucharach
| Sezon     | Rozgrywki           | Runda   | Kraj              | Klub            | Dom | Wyjazd | Dwumecz |
| --------- | ------------------- | ------- | ----------------- | --------------- | --- | ------ | ------- |
| 2016      | Puchar Konfederacji | wstępna | Południowa Afryka | Bidvest Wits FC | 0–3 | 0–6    | 0–9     |
| 2018/2019 | Liga Mistrzów       | wstępna | Południowa Afryka | Orlando Pirates | 1–3 | 1–5    | 2–8     |

## Stadion
Domowe mecze klub rozgrywa na stadionie o nazwie Stade d’Amitié na wyspie Praslin który może pomieścić 2000 widzów.